# Шемелин, Денис Николаевич
Денис Николаевич Шеме́лин (род. 24 июля 1978, Усть-Каменогорск, Казахская ССР) — казахстанский хоккеист, защитник.

## Карьера
Воспитанник усть-каменогорского хоккея, тренер Анатолий Мелихов.
Чемпион Казахстана 2000—2004, 2008 годов. Участник зимних Олимпийских игр 2006 года. Чемпион Азиатских игр 1999 года. Серебряный призёр зимних Азиатских игр 2003 года.